# Центральна бібліотека імені М. Л. Кропивницького
Центральна бібліотека імені М. Л. Кропивницького Централізованої бібліотечної системи для дорослих міста Миколаєва — одна з публічних міських бібліотек Миколаєва.

## З історії закладу
Центральну бібліотеку імені М. Л. Кропивницького для дорослих було засновано 14 серпня 1901 року як відділення Миколаївської публічної бібліотеки (нині Миколаївська обласна універсальна наукова бібліотека).
У такому статусі (як відділення Миколаївської публічної бібліотеки) заклад проіснував до 1922 року. У березні його як окремий заклад було включено до міської бібліотечної мережі, відтак бібліотека почала функціонувати як Перша міська районна бібліотека.
У період 1916—1962 років бібліотеку очолювала Марія Федірівна Карклінг.
1978 року заклад перекваліфіковано на Центральну бібліотеку Централізованої бібліотечної системи для дорослих, що об'єднала 21 бібліотеку-філіал і 3 бібліотечних пункти.
1990 року за пропозицією Миколаївського відділення Спілки письменників України бібліотеці було присвоєно ім'я класика української літератури і драматургії М. Л. Кропивницького, уродженця Півдня України.
Починаючи з 1992 року, бібліотека однією з перших почала комп'ютеризацію бібліотечних процесів, а від 1996 року — стала складовою міжнародного інформаційного Інтернет-простору. Від 1999 року заклад входить до Українського електронного бібліотечного консорціуму «Інформатіо». 2011 року стала переможцем Всеукраїнського конкурсу бібліотечних інтернет-сайтів.

## Напрямки діяльності
Центральна бібліотека ім. М. Л. Кропивницького займається популяризацією літературного краєзнавства, підтримує творчість миколаївських письменників та місцевого книговидання. У бібліотеці традиційно проходять творчі літературні вечори, презентації, зустрічі жителів Миколаєва з місцевими авторами. Щорічно бібліотека організовує виставку місцевих видавництв «Миколаївська книга».
За ініціативи Центральної бібліотеки ім. М. Л. Кропивницького спільно з Миколаївським міським благодійним фондом «МЕТА» на прилеглій території бібліотеки було створено Літературний сквер. 28 жовтня 2011 року, під час IV Миколаївських екологічних читань, відбулось урочисте закладання гранітного каменю, на якому встановлено табличку з написом «Літературний сквер. Закладено 28 жовтня 2011 р.», та висаджено перший декоративний саджанець на честь Року поезії Еміля Январьова на Миколаївщині.
Центральна міська бібліотека ім. М.Л. Кропивницького проводить значну роботу з популяризації книги та читання, збереження локальної культури, позиціонує себе як бібліотека громадянської дії, є «третім місцем» в міському просторі, міським центром неформальної освіти дорослих. Інноваційна діяльність бібліотеки неодноразово відзначена на міжнародному і всеукраїнському рівнях.